# Karl Theophil von Essen
Karl Theophil von Essen (* 24. März 1846 in Wechmuth, Gouvernement Estland; † 9. Januar 1932 in Tokio) war ein deutsch-baltischer Eisenbahningenieur und Unternehmer.

## Leben
Kark Theophil von Essen war der Sohn des Generalmajors und Besitzers der Güter von Wechmuth und Kiekel, Alexander von Essen, und seiner zweiten Ehefrau Julie geborene Freiin von Dellingshausen. Vom Wintersemester 1865 bis zum Sommersemester 1869 studierte er an der Polytechnischen Schule Karlsruhe das Baufach. Zu Beginn des Studiums wurde er Mitglied der Baltica Karlsruhe, des späteren Corps Baltica Danzig. Nach Abschluss des Studiums war er zunächst von 1869 bis 1870 Ingenieur-Praktikant beim Bauamt Leonberg. 
Von 1870 bis 1871 war er Ingenieur einer südrussischen Bahn des Barons C. von Ungern-Sternberg. Von 1872 bis 1881 gehörte er in Russland als Oberingenieur der Charkow-Nikolajewer Bahn an. Daneben war er von 1873 bis 1903 Besitzer einer Eisengießerei und Fabrik für landwirtschaftliche Maschinen in Nikolajew.
Von 1888 bis 1903 war er Präses des Nikolajewer Börsenkomitees. Von 1904 bis 1917 gehörte er als Vertreter des russischen Finanzministeriums dem Aufsichtsrat der Transbaikalbahn in Irkutsk an. Nach der Oktoberrevolution lebte er bei seiner Tochter Helene in Tokio.

## Auszeichnungen
Karl Theophil von Essen war Träger hoher Auszeichnung des zaristischen Russlands. Im Einzelnen waren dies:
- Russischer Staatsrat
- Großkomturkreuz des Sankt-Stanislaus-Ordens
- Annenorden III. Klasse